# Julien Fortin
 (août 2024).
Si vous disposez d'ouvrages ou d'articles de référence ou si vous connaissez des sites web de qualité traitant du thème abordé ici, merci de compléter l'article en donnant les références utiles à sa vérifiabilité et en les liant à la section « Notes et références ».
Pour les articles homonymes, voir Fortin.
Julien Fortin dit (Sieur) Bellefontaine (né en 1621 à Notre-Dame de Vair, France, et mort à peu près en 1689 à Cap-Tourmente, Nouvelle-France) est un colon français et premier Fortin à s'établir en Nouvelle-France en 1650.
Originaire du Perche, fils de Julien Fortin, boucher et de Marie Lavie, a une sœur et trois frères et perd sa mère à sept ans. Son grand-père maternel, Gervais Lavie, possède la célèbre « Auberge du Cheval Blanc » où descend le médecin Robert Giffard (originaire de Mortagne-au-Perche), propriétaire de la seigneurie de Beauport (Nouvelle-France). Il épouse Geneviève Gamache dit Lamarre, fille de Nicolas Gamache dit Lamarre et Jacqueline Cadot et la sœur du pionnier Nicolas Gamache, Seigneur de l'Islet. Ils ont douze enfants dont quatre survivent : Eustache, Jacques, Joseph et Pierre.
Julien Fortin est décédé vers le 18 juin 1689, il est le parrain de sa petite-fille Marie Gagnon issue de sa fille Barbe avec Pierre Lessard. 
Au 31 décembre 1729, Julien Fortin avait 364 descendants ce qui lui donne le 56e rang parmi les pionniers établis au Canada. Le 16 août 1958 est née Madonna, une de ses descendantes comme Diane Tell, Céline Dion et Jack Kerouac.